# Bonnie Somerville
Bonnie Somerville (Nova Iorque, 24 de fevereiro de 1974) é uma actriz e cantora norte-americana. É mais conhecida como actriz em séries de televisão como Friends, Cashmere Mafia e The OC.

## Biografia

### Carreira de atriz
Somerville começou sua carreira fazendo uma participação no filme City Hall, em 1996. Seu primeiro grande papel para a televisão foi na minisséries Shake, Rattle and roll: An American Love Story (1999), na qual ela também cantou.
Em 2000, Bonnie estrelou a série Grosse Pointe, e mais tarde interpretou Rachel Hoffman, uma colega de Sandy Cohen, na 1ª Temporada de The OC. Ela teve um papel no sitcom Friends como Mona, namorada de Ross na 8ª Temporada.
Na última temporada de NYPD Blue (2004-2005), Bonnie Somerville interpretou a Detetive Laura Murphy. Ela apareceu em 15 episódios.
Em 2005, em Somerville estrelou um sitcom chamado Kitchen Confidential. Junto com Lucy Liu, Miranda Otto e Frances O'Connor, Bonnie fez o seriado Cashmere Mafia.
Somerville também apareceu nos filmes: Spider-Man 2, Without a Paddle, Bedazzled, Shades of Ray, The Ugly Truth e Labor Pains.
Atualmente faz parte do elenco do Seriado de televisão Code Black, exibida pela CBS desde 30 de setembro de 2015. No Brasil é exibida pela emissora de televisão paga Sony desde 7 de outubro de 2015.

### Carreira musical
Somerville é atualmente a vocalista do grupo Band from TV. Grupo que também integram Greg Grunberg, Bob Guiney, James Denton, Hugh Laurie, Barry Sarna, Brad Savage, Rich Winer e Chris Kelley.